# Karl Gottsbacher
Karl Gottsbacher (* 28. Januar 1852 in Göstling an der Ybbs; † 17. September 1933 in Waidhofen an der Ybbs) war ein österreichischer Fossiliensammler.
Er war vor und während des Ersten Weltkrieges für Friedrich Trauth und das Naturhistorische Museum Wien tätig.